# Smithers, West Virginia
Smithers är en ort i Fayette County och Kanawha County i delstaten West Virginia, USA.